# Villiers-Fossard
Pour les articles homonymes, voir Villiers et Fossard.
Villiers-Fossard est une commune française, située dans le département de la Manche en région Normandie, peuplée de 644 habitants.

## Géographie
La commune se compose d'un bourg principal (Villiers-Fossard) et de plusieurs écarts : Hôtel Bonnet, la Maison Neuve, Hôtel Neveu, Hôtel au Heup, Choisy, la Viarderie, Tubois, les Champs de Villiers, la Guilberderie, Hôtel Mauger, Hôtel Foulon, la Pouletterie, Moulin Hyaumey, le Cantel, la Houssaye, Ferme de Saint-Clair, la Chitellière, Launay, la Ponterie, Caumont, les Hecquets, Hameau Secqueville, Hameau Diguet, le Mont, Moulin Chevalier, Hôtel Galot, Hôtel Durand, Pont Gaillard, la Nicollerie, la Régence, le Suppey, les Verendes, Bouligny, Moulin du Repas, le Repas.
Villiers-Fossard est traversé par les ruisseaux la Jouenne et la Tortogne.
| La Meauffe         | Saint-Clair-sur-l'Elle         | Saint-Clair-sur-l'Elle |
| La Meauffe         | Villiers-Fossard               | Couvains               |
| Le Mesnil-Rouxelin | Le Mesnil-Rouxelin, La Luzerne | Couvains               |

### Hydrographie
La commune est située dans le bassin Seine-Normandie. Elle est drainée par la Jouenne, le fossé 01 de la Germainerie, le fossé 01 de l'Hôtel Durand et le ruisseau Tortogne,,.

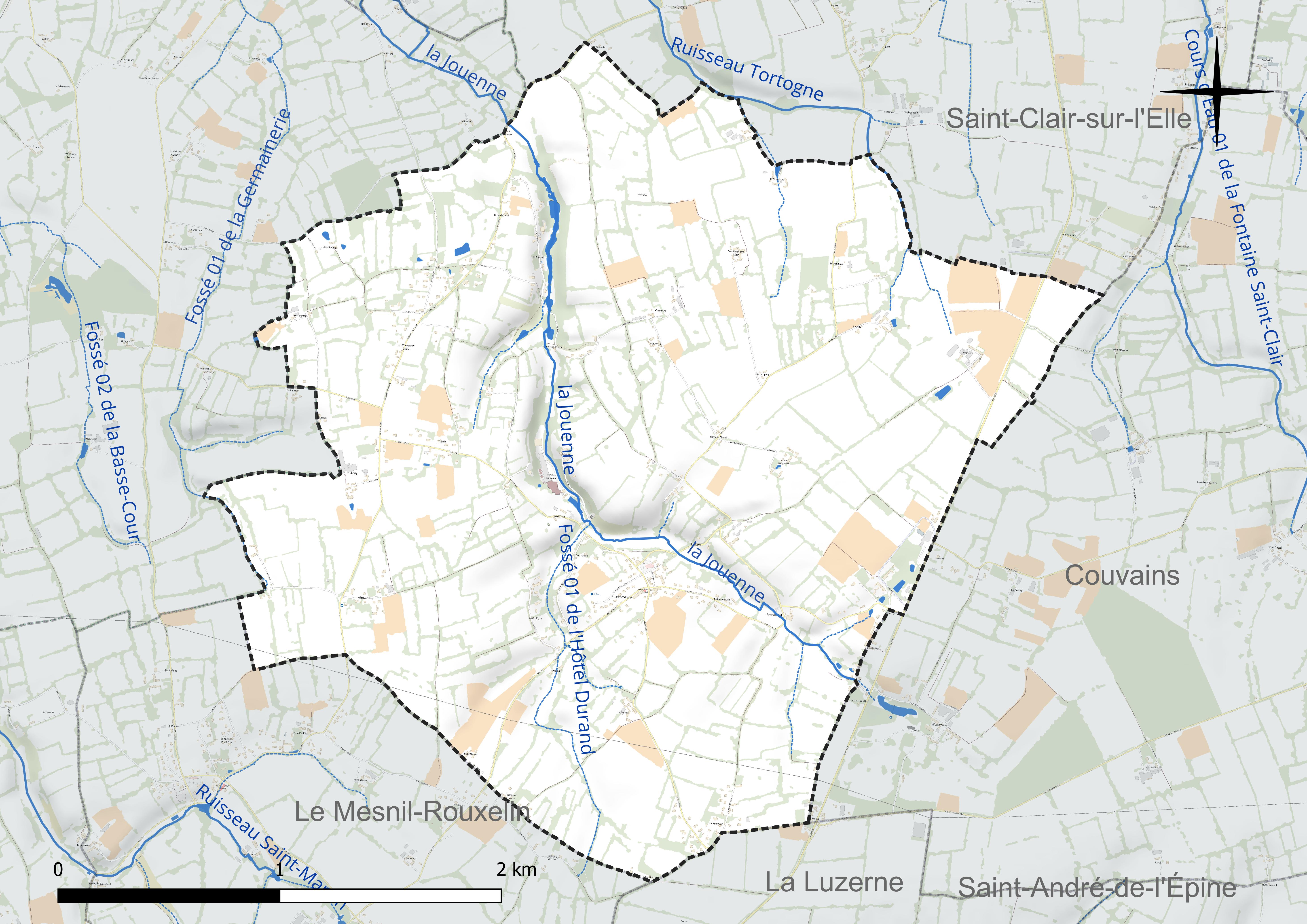
Réseau hydrographique de Villiers-Fossard.

### Climat
Pour des articles plus généraux, voir Climat de la Normandie et Climat de la Manche.
En 2010, le climat de la commune est de type climat océanique franc, selon une étude du CNRS s'appuyant sur une série de données couvrant la période 1971-2000. En 2020, Météo-France publie une typologie des climats de la France métropolitaine dans laquelle la commune est exposée à un climat océanique et est dans la région climatique  Normandie (Cotentin, Orne), caractérisée par une pluviométrie relativement élevée (850 mm/a) et un été frais (15,5 °C) et venté. Parallèlement le GIEC normand, un groupe régional d’experts sur le climat, différencie quant à lui, dans une étude de 2020, trois grands types de climats pour la région Normandie, nuancés à une échelle plus fine par les facteurs géographiques locaux. La commune est, selon ce zonage, exposée à un « climat contrasté des collines », correspondant au Bocage normand, bien arrosé, voire très arrosé sur les reliefs les plus exposés au flux d’ouest, et frais en raison de l’altitude.
Pour la période 1971-2000, la température annuelle moyenne est de 10,6 °C, avec une amplitude thermique annuelle de 11,8 °C. Le cumul annuel moyen de précipitations est de 1 019 mm, avec 14,6 jours de précipitations en janvier et 8,3 jours en juillet. Pour la période 1991-2020, la température moyenne annuelle observée sur la station météorologique la plus proche, située sur la commune de Condé-sur-Vire à 12 km à vol d'oiseau, est de 11,3 °C et le cumul annuel moyen de précipitations est de 956,7 mm,. Pour l'avenir, les paramètres climatiques de la commune estimés pour 2050 selon différents scénarios d’émission de gaz à effet de serre sont consultables sur un site dédié publié par Météo-France en novembre 2022.

## Urbanisme

### Typologie
Au 1er janvier 2024, Villiers-Fossard est catégorisée commune rurale à habitat dispersé, selon la nouvelle grille communale de densité à sept niveaux définie par l'Insee en 2022.
Elle est située hors unité urbaine. Par ailleurs la commune fait partie de l'aire d'attraction de Saint-Lô, dont elle est une commune de la couronne,. Cette aire, qui regroupe 63 communes, est catégorisée dans les aires de 50 000 à moins de 200 000 habitants,.

### Occupation des sols
L'occupation des sols de la commune, telle qu'elle ressort de la base de données européenne d’occupation biophysique des sols Corine Land Cover (CLC), est marquée par l'importance des territoires agricoles (100 % en 2018), une proportion identique à celle de 1990 (100 %). La répartition détaillée en 2018 est la suivante : prairies (82,6 %), terres arables (17,4 %). 

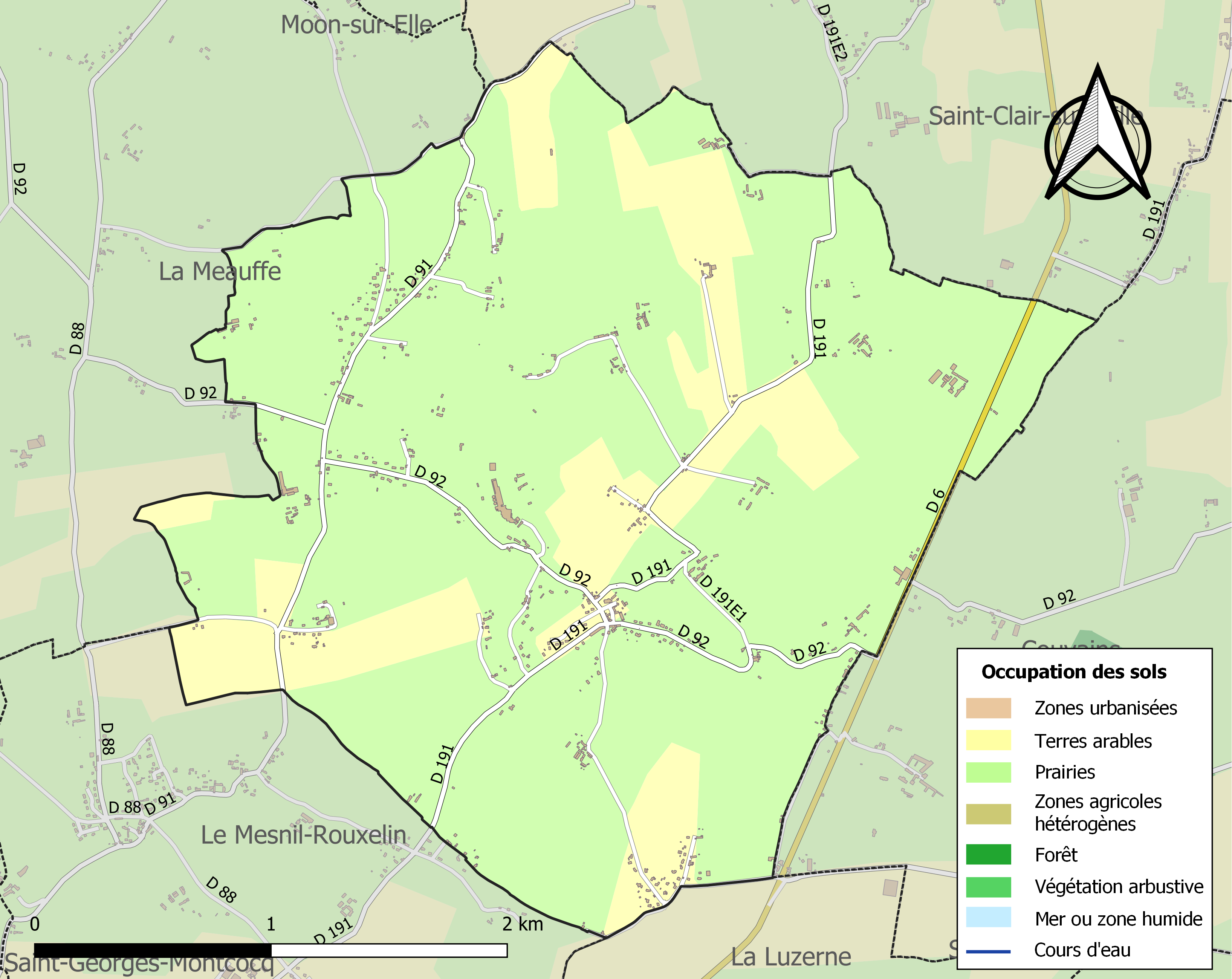
Carte des infrastructures et de l'occupation des sols de la commune en 2018 (CLC).

L'évolution de l’occupation des sols de la commune et de ses infrastructures peut être observée sur les différentes représentations cartographiques du territoire : la carte de Cassini (XVIIIe siècle), la carte d'état-major (1820-1866) et les cartes ou photos aériennes de l'IGN pour la période actuelle (1950 à aujourd'hui).

## Toponymie
Le nom de la localité est attesté sous les formes Vileirs en 1294, Villers le Fossart en 1312, Viliers le Fossart en 1316 et latinisé en de Villaribus Fissardi en 1350.
Le toponyme Villiers est issu du bas latin villare, « domaine rural ». Fossard est un anthroponyme que l'on retrouve notamment dans la commune voisine de Couvains dans le microtoponyme la Fossardière.
Le gentilé est Villarien.

### Microtoponymie
Choisy a une origine gallo-romaine, domaine de Causius.
Bouligny a une origine gallo-romaine, domaine de Bolinius.
Caumont, du latin Calvus Mons c'est-à-dire « mont chauve » (à l'origine, probablement une colline défrichée).
Houssaye et Launay désignaient respectivement un bois de houx et d'aulnes.
Les lieux-dits en Y-ère/-erie sont des habitats ultérieurs, résultant du développement démographique de la Normandie. Ils désignaient la ferme de la famille Y, fondée sur les nouvelles terres obtenues par les grands défrichements des XIe – XIIIe siècle. Les essarts prennent le nom des défricheurs, suivi de la désinence -erie ou -ière.
Les autres lieux-dits en (Hôtel / Hameau / Le / Clos / Pont / Maison)-Y sont des constructions plus tardives, ils désignaient un bien de la famille Y.

## Histoire
Le premier seigneur connu de Villiers est Guillaume de Saint-Clair qui y fonda, en 1139, un prieuré. Les Saint-Clair puis les Creully furent seigneurs de Villiers jusqu'au XVIIe siècle.
Le village est détruit en 1944.

## Politique et administration
| Période | Période   | Identité           | Étiquette | Qualité             |
| --- | --------- | ------------------ | --------- | ------------------- |
| 1798 | 1815      | Pierre Bougeard    |           | Cultivateur         |
| 1815 | 1834      | Pierre Raoult      |           | Cultivateur         |
| 1835 | 1856      | Jacques Poullet    |           | Cultivateur         |
| 1856 | 1887      | Augustin Raoult    |           |                     |
| 1887 | 1893      | Pierre Legendre    |           | Cultivateur         |
| 1893 | 1896      | Paul Fauchon       |           | Charpentier         |
| 1896 | 1900      | Pierre Legendre    |           | Cultivateur         |
| 1900 | 1901      | François Lelièvre  |           |                     |
| 1901 | 1908      | Aimable Tréfeu     |           |                     |
| 1908 | 1919      | Pierre Legendre    |           | Cultivateur         |
| 1919 | 1925      | Désiré Renouvin    |           |                     |
| 1925 | 1947      | Célestin Pellé     |           |                     |
| 1947 | 1958      | Eugène Pépin       |           |                     |
| 1958 | 1983      | Jacques Buisson    |           |                     |
| 1983 | 1989      | André David        |           | Ingénieur           |
| 1989 | mars 2008 | Michel Rauline     | SE        |                     |
| mars 2008 | mai 2020  | Guillaume Rauline  | SE        | Salarié agricole    |
| mai 2020 | En cours  | Wilfried Guillemet | SE        | Agent administratif |
| Une partie des données est issue d'une liste établie par Jean Pouëssel, Jacqueline Ledunois et Michel Rauline |           |                    |           |                     |

Le conseil municipal est composé de quinze membres dont le maire et deux adjoints.

## Démographie
L'évolution du nombre d'habitants est connue à travers les recensements de la population effectués dans la commune depuis 1793. Pour les communes de moins de 10 000 habitants, une enquête de recensement portant sur toute la population est réalisée tous les cinq ans, les populations de référence des années intermédiaires étant quant à elles estimées par interpolation ou extrapolation. Pour la commune, le premier recensement exhaustif entrant dans le cadre du nouveau dispositif a été réalisé en 2006.
En 2022, la commune comptait 644 habitants, en évolution de +0,78 % par rapport à 2016 (Manche : −0,31 %, France hors Mayotte : +2,11 %).
Villiers-Fossard a compté jusqu'à 921 habitants en 1806.
| 1793 | 1800 | 1806 | 1821 | 1831 | 1836 | 1841 | 1846 | 1851 |
| ---- | ---- | ---- | ---- | ---- | ---- | ---- | ---- | ---- |
| 801  | 781  | 921  | 847  | 789  | 759  | 782  | 773  | 741  |

| 1856 | 1861 | 1866 | 1872 | 1876 | 1881 | 1886 | 1891 | 1896 |
| ---- | ---- | ---- | ---- | ---- | ---- | ---- | ---- | ---- |
| 663  | 685  | 638  | 603  | 562  | 518  | 527  | 463  | 578  |

| 1901 | 1906 | 1911 | 1921 | 1926 | 1931 | 1936 | 1946 | 1954 |
| ---- | ---- | ---- | ---- | ---- | ---- | ---- | ---- | ---- |
| 502  | 504  | 498  | 451  | 463  | 458  | 460  | 455  | 436  |

| 1962 | 1968 | 1975 | 1982 | 1990 | 1999 | 2006 | 2011 | 2016 |
| ---- | ---- | ---- | ---- | ---- | ---- | ---- | ---- | ---- |
| 445  | 376  | 354  | 417  | 417  | 465  | 509  | 579  | 639  |

| 2021 | 2022 | - | - | - | - | - | - | - |
| ---- | ---- | - | - | - | - | - | - | - |
| 648  | 644  | - | - | - | - | - | - | - |

## Économie
La commune se situe dans la zone géographique des appellations d'origine protégée (AOP) Beurre d'Isigny et Crème d'Isigny.

## Lieux et monuments
- Église Saint-Pierre et Saint-Paul, du XXe siècle, située dans le bourg, labellisé patrimoine du XXe siècle en 2004. L'édifice détruit en 1944, à l'exception du clocher gothique, a été reconstruit de 1951 à 1957 selon les plans des architectes Guy Pison et J. Destouches. L'église abrite une verrière du XXe de Jean Couturat, un Chemin de croix du XXe, les statues de saint Pierre et saint Paul du XXe de Giovanetti en pierre de Chauvigny[22].
- Ancien presbytère avec un vieux portail d'entrée.
- Croix de cimetière du XVIIe siècle, et dalle funéraire du XVIIIe siècle d'Alexandre Le Jolis de Villiers (1703-1720).
- Manoir de la Ponterie de la fin XVIe siècle, ancienne résidence de la famille Le Jolis de Villiers, qui présente des vestiges du manoir médiéval dont il subsiste une échauguette.
- Musée de la Ferme miniature, implanté au lieu-dit l'Hôtel Durand. Partie intégrante d'un bâtiment rural centenaire, le musée occupe une salle de 50 mètres carrés à l'étage.

Fruit du travail de Claude Delaunay, le musée évoque la vie rurale d'antan en miniature (échelle 1/20). Sont exposés : une ferme normande, un moulin (reproduction du moulin de Marcy près du Molay-Littry, Calvados), un autre moulin, du mobilier et des scènes animées. Toutes les miniatures sont réalisées dans des matériaux naturels, pierres, bois, cuir, métal, etc. La visite est libre ou commentée en patois par son créateur au son de l'accordéon. De nombreux objets d'époque sont exposés de place en place dans le musée ou à l'entour. Une petite promenade est également proposée dans le jardin arboré attenant à la ferme. Le musée est ouvert tous les dimanches et jours fériés du 1er mars au 31 octobre.
- Le Jardin d'Elle, parc floral réalisé en 1995, proposé par un pépiniériste et paysagiste[32].
- Stèle à la mémoire du 175e régiment de la 29e division US pour la prise de la cote 108 dite Purple Heart Hill[22].

Pour mémoire
- Ancien prieuré, à la charge et au bénéfice de l'abbaye de Savigny, fondé en 1139 par Guillaume de Saint-Clair. En outre les prieurs de Villiers disposaient, d'un refuge assuré en temps de guerre, à l'intérieur du Chastel (l'Enclos) de Saint-Lô, dans un hôtel situé dans la rue de la Court-l'Évêque, autrement du Château[33].

## Personnalités liées à la commune
- Charles François de la Bonde d'Iberville (Villiers-Fossard, 1653 - 1723), diplomate, commis de Charles Colbert.
- François-Alexandre-Léonor Le Jolis de Villiers (Villiers-Fossard, 1760 - 1845), député de la Manche sous la Restauration.
- Edmond Besnard (Villiers-Fossard, 1866 - 1949), enseignant, secrétaire général de la Mission laïque française.

## Héraldique
| Armes de Villiers-Fossard | Les armes de la commune de Villiers-Fossard se blasonnent ainsi : D'azur au chevron d'or accompagné de trois aigles d'argent, à la bordure aussi d'or. |